# Giuseppe Abbagnale
Giuseppe Abbagnale (Pompeya, 24 de julio de 1959) es un deportista italiano que compitió en remo. Sus hermanos Carmine y Agostino y su hijo Vincenzo compitieron en el mismo deporte.
Participó en cuatro Juegos Olímpicos de Verano, obteniendo tres medallas, oro en Los Ángeles 1984, oro en Seúl 1988 y plata en Barcelona 1992, en la prueba de dos con timonel, y el séptimo lugar en Moscú 1980, en la misma prueba.
Ganó diez medallas en el Campeonato Mundial de Remo entre los años 1981 y 1993.
Fue el abanderado de Italia en la ceremonia de apertura de los Juegos de Barcelona 1992.

## Palmarés internacional
| Juegos Olímpicos   | Juegos Olímpicos             | Juegos Olímpicos  | Juegos Olímpicos |
| Año                | Lugar                        | Medalla           | Prueba           |
| ------------------ | ---------------------------- | ----------------- | ---------------- |
| 1984               | Los Ángeles (Estados Unidos) | Medalla de oro    | Dos con timonel  |
| 1988               | Seúl (Corea del Sur)         | Medalla de oro    | Dos con timonel  |
| 1992               | Barcelona (España)           | Medalla de plata  | Dos con timonel  |
| Campeonato Mundial |                              |                   |                  |
| Año                | Lugar                        | Medalla           | Prueba           |
| 1981               | Múnich (RFA)                 | Medalla de oro    | Dos con timonel  |
| 1982               | Lucerna (Suiza)              | Medalla de oro    | Dos con timonel  |
| 1983               | Duisburgo (RFA)              | Medalla de bronce | Dos con timonel  |
| 1985               | Malinas (Bélgica)            | Medalla de oro    | Dos con timonel  |
| 1986               | Nottingham (Reino Unido)     | Medalla de plata  | Dos con timonel  |
| 1987               | Copenhague (Dinamarca)       | Medalla de oro    | Dos con timonel  |
| 1989               | Bled (Yugoslavia)            | Medalla de oro    | Dos con timonel  |
| 1990               | Tasmania (Australia)         | Medalla de oro    | Dos con timonel  |
| 1991               | Viena (Austria)              | Medalla de oro    | Dos con timonel  |
| 1993               | Račice (República Checa)     | Medalla de plata  | Dos con timonel  |